# Гланышев
Гла́нышев (укр. Гланишів) — село, входит в Переяслав-Хмельницкий район Киевской области Украины.
Население по переписи 2001 года составляло 855 человек, по данным 2024 года составляло 630 человек. Почтовый индекс — 08413. Телефонный код — 4567. Занимает площадь 2,91 км².

## Местный совет
08413, Київська обл., Переяслав-Хмельницький р-н, с.Гланишів, вул.Жовтнева,64а